# Renato Pozzetto

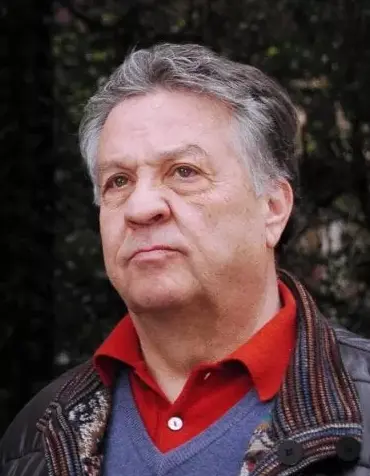
Renato Pozzetto (2020)

Renato Pozzetto (* 14. Juli 1940 in Laveno-Mombello) ist ein italienischer Komiker, Schauspieler und Filmregisseur.

## Leben
Pozzetto trat nach einer technischen Ausbildung seit Mitte der 1960er Jahre als Kabarettkünstler zusammen mit Cochi Ponzoni als Cochi e Renato in Erscheinung, wobei Ponzoni den intellektuellen, Pozzetto den groben, aber gutmütigen Part innehatte. Nach anfänglichen Bühnenerfahrungen, Plattenaufnahmen und dem Durchbruch in Fernsehsendungen wie Quelli della domenica, È domenica ma senza impegno und Il poeta e il contadino, in denen das Duo seinen surrealen, den Nonsens mit Verstand dargebotenen Humor anbringen konnte, entschloss sich Pozzetto 1974 nach einem Angebot Flavio Mogherinis für Per amare Ofelia, ein Kinoangebot anzunehmen. Mit diesem ausgezeichneten (Spezial-David di Donatello, Silbernes Band) persönlichen Erfolg, in dem er einen ödipalen Charakter darstellte, begann eine bis Mitte der 1990er Jahre anhaltende erfolgreiche Filmkarriere in zahlreichen Komödien mit überwältigendem Kassenerfolg. Die lombardische Abkunft und besondere Expressivität standen beim korpulenten, leicht schusselig wirkenden und oft hinter Grobheit versteckte Melancholie spüren lassenden Darsteller im Mittelpunkt seiner Charaktere. Nach Jahren des Erfolges unterließ Pozzetto die in den letzten Filmen unternommenen Versuche, sich rundum zu erneuern, und kehrte zu seinen Anfängen zurück: mit Ponzoni spielte er im Fernsehen und wieder auf der Bühne. 1978, 1989 und als Schwanengesang 1996 inszenierte Pozzetto selbst nach eigenem Drehbuch, das er auch mehrfach bei Filmen anderer Regisseure beisteuerte.
Im Laufe der Jahre erschienen auch zahlreiche Singles und LPs mit Liedern, aber auch Prosawerken. Daneben war Pozzetto auch als Autor und Synchronsprecher tätig.
Pozzetto war mit der 2009 verstorbenen Brunella Gubler verheiratet.

## Filmografie (Auswahl)
- 1974: Per amare Ofelia
- 1975: Das ganz große Ding (La baby sitter)
- 1975: Eine Laus im Pelz (A mezzanotte va la ronda del piacere)
- 1976: Der Kleine mit dem dicken Hammer (Il padrone e l'operaio)
- 1976: Sturmtruppen (Sturmtruppen) (& Drehbuch)
- 1976: Telefoni Bianchi (Telefoni bianchi)
- 1977: Der Supertyp (Ecco noi per esempio…)
- 1978: Saxofone (& Drehbuch, Regie)
- 1979: Leichen muß man feiern, wie sie fallen (Giallo napoletano)
- 1979: La patata bollente
- 1980: Meine Frau ist eine Hexe (Mia moglie è una strega)
- 1981: Ornella – Die Unwiderstehliche (Nessuno è perfetto)
- 1981: Zwei tote Hosen sahnen ab! (Uno contro l'altro… praticamente amici)
- 1982: Money Boom (Un povero ricco) (& Drehbuch)
- 1982: Das verhexte Haus (La casa stregata)
- 1983: Magic Touch (Mani di fata) (& Drehbuch)
- 1984: Der Junge vom Land (Il ragazzo di campagna)
- 1985: Der Größte bin ich (Lui è peggio di me)
- 1986: Ach, du dickes Ei (Sette chili in sette giorni)
- 1986: Im Kaufhaus ist die Hölle los (Grandi magazzini)
- 1989: Il volatore di aquiloni (& Drehbuch, Regie)
- 1996: Papà dice messa (& Drehbuch, Regie)
- 1999: Nebbia in Val Padana (Fernsehserie)
- 2013: Casa e bottega (Fernsehfilm)
- 2015: Ma che bella sorpresa
- 2021: Lei mi parla ancora